# ドラマ甲子園
ドラマ甲子園（ドラマこうしえん）は、フジテレビが日本全国の高校生から公募する脚本の賞。
創設は2013年。年1回の募集で、募集期間はその年の8月30日 - 翌年の3月31日であったが、第6回より締め切りが5月6日に延期された。締め切りの2、3ヶ月後に結果が発表される。原則として大賞作品1編、佳作数編が選出され、大賞作品は主に夏休み期間を利用して自身が演出を務め映像化、佳作には記念品が贈呈される。映像化した大賞作品は1時間ドラマとしてフジテレビTWOにて、放映される。
応募資格は、高校に在学しており、演出を務める準備と覚悟があるものとしている。また、テーマは自由である。
2015年、第5回衛星放送協会オリジナル番組アワードで、オリジナル編成企画賞 最優秀賞を受賞。

## 受賞者・受賞作品一覧
| 年   | 回 | 大賞                                   | 佳作                                                            | 最終選考作品 |
| ---- | -- | -------------------------------------- | --------------------------------------------------------------- | --- |
| 2014 | 1  | 青山ななみ「十七歳」                   | 丸山美海「爆音依存症!!」 鈴木あかり「閃光アーケード」           | 五十嵐紗英「僕たちの分も」 冨永哲平「リトルメモリー」 栗田陸「あ、どうも、はじめまして。スタントマンです。」 「教室に居座る怪物たち」 山崎連「F」 寺尾剛「BLUE」 奥村摩耶「誰が僕らを裁けるか」 |
| 2015 | 2  | 丸山美海「なんでやねん受験生」         | 五十嵐紗英「知りたい」                                          | |
| 2016 | 3  | 佐藤孝樹「変身」                       | 末岡滉弘「セイヤク」 田中一光「初恋の詩」                       | |
| 2017 | 4  | 栗林由子「青い鳥なんて」               | 辻元新「線香花火」 種村公誠「私のこと」 橋野透弥「違法派遣」    | |
| 2018 | 5  | 宮嵜瑛太「キミの墓石を建てに行こう。」 | 長尾光倫「なんて衝撃的なあなた」                                | |
| 2019 | 6  | 伊藤佑里香「受験ゾンビ」               | 彦坂美緒「花言葉は憧れ」 小野拓馬「針が重なり、ツバメ飛び立つ」 | |
| 2020 | 7  | 平野水乙「言の葉」                     | 青葉美樹「アパシー記」                                          | |

## テレビドラマ
受賞者自らが監督を務めてプロのスタッフとともに映像化し、フジテレビTWOで放送される。なお、2020年からは映像配信サービス「FOD」での配信も行われる。
- 十七歳（2014年8月30日、出演：葉山奨之・中村ゆり・黒島結菜） [3]
- なんでやねん受験生（2015年8月30日、出演：白洲迅・吉岡里帆・白鳥久美子[12]・須賀健太・大東駿介）[13]
- 変身（2016年10月19日、出演：戸塚純貴[14]・堀井新太・松井愛莉[15]・濱田マリ[15]）[16][17]
- 青い鳥なんて（2017年10月22日[18]、出演：飯豊まりえ・杉野遥亮・中村ゆりか・マキタスポーツ）[19]
- キミの墓石を建てに行こう。（2018年10月28日、出演：磯村勇斗・志田未来・白石聖）[20]
- 受験ゾンビ（2019年10月20日、出演：玉城ティナ・坂東龍汰・堀田真由・柄本時生）[21]
- 言の葉（2020年10月31日、出演：蒔田彩珠・桜田ひより・箭内夢菜・宮世琉弥・泉谷しげる）[22][23]